# Brachystoma reflexiseta
Brachystoma reflexiseta är en tvåvingeart som beskrevs av Smith 1969. Brachystoma reflexiseta ingår i släktet Brachystoma och familjen Brachystomatidae. Inga underarter finns listade i Catalogue of Life.